# Rajagaluh Kidul
Rajagaluh Kidul is een bestuurslaag in het regentschap Majalengka van de provincie West-Java, Indonesië. Rajagaluh Kidul telt 4750 inwoners (volkstelling 2010).